# Okręg wyborczy Glasgow Blackfriars and Hutchesontown
Okręg wyborczy Glasgow Blackfriars and Hutchesontown powstał w 1885 r. i wysyłał do brytyjskiej Izby Gmin jednego deputowanego. Okręg położony był w mieście Glasgow. Został zlikwidowany w 1918 r.

## Deputowani do brytyjskiej Izby Gmin z okręgu Glasgow Blackfriars and Hutchesontown
- 1885–1886: Mitchell Henry, Partia Liberalna
- 1886–1900: Andrew Provand, Partia Liberalna
- 1900–1906: Andrew Bonar Law, Partia Konserwatywna
- 1906–1918: George Nicoll Barnes, Partia Pracy